# Бланкфор (Жерс)
Бланкфор (фр. Blanquefort) насеље је и општина у јужној Француској у региону Миди Пирене, у департману Жерс која припада префектури Ош.
По подацима из 2011. године у општини је живело 53 становника, а густина насељености је износила 15,92 становника/km². Општина се простире на површини од 3,33 km². Налази се на средњој надморској висини од 150 метара (максималној 183 m, а минималној 137 m).

## Демографија
| 1962. | 1968. | 1975. | 1982. | 1990. | 1999. | 2011. |
| ----- | ----- | ----- | ----- | ----- | ----- | ----- |
| 95    | 106   | 82    | 57    | 44    | 44    | 53    |

График промене броја становника у току последњих година